# 奧亞吸蜜鳥
奧亞吸蜜鳥（Moho braccatus）是可愛島特有及已滅絕的吸蜜鳥。牠們在20世紀初的亞熱帶森林甚為普遍，但自此數量就開始下降。1987年仍有聽到牠們的歌聲，但之後就被認為是已滅絕。滅絕的原因包括黑鼠、豬和帶有鳥類疾病的蚊入侵，以及棲息地的破壞。

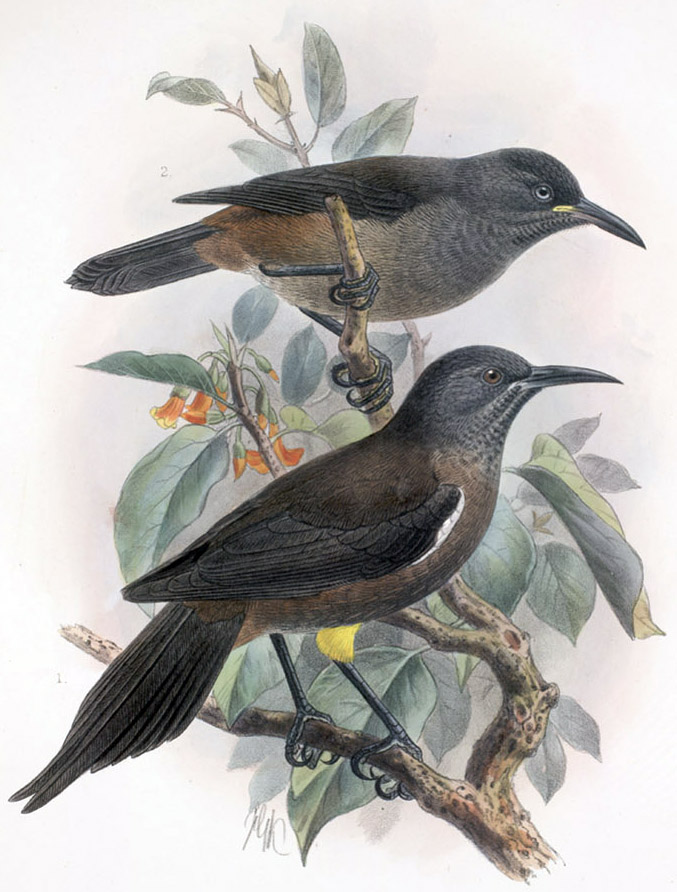
成年及雛生奧亞吸蜜鳥。

奧亞吸蜜鳥是夏威夷最細小的吸蜜鳥之一，只有約20厘米長。牠們呈黑色或深褐色，腳上有稀疏的黃色羽毛，胸部及翼下有白帶。牠們的喙尖銳及稍微彎曲，可以抽出花蜜。牠們特別喜歡山梗菜屬及桃金孃的花蜜，也會吃細小的無脊椎動物及果實。
奧亞吸蜜鳥在可愛島峽谷的樹孔中築巢。牠們的近親如夏威夷吸蜜鳥、監督吸蜜鳥及歐胡吸蜜鳥都已滅絕。對於奧亞吸蜜鳥所知有限。牠們的滅絕涉及複雜的問題，包括了蚊子散播疾病，令牠們退到較高的地方居住，但在較高的地方卻缺乏樹孔築巢。另外在十年間曾發生兩次颶風侵襲，將大部份有樹孔的古樹都破壞了，第二個颶風的到來亦阻礙了樹木的生長，引致牠們於1987年滅絕。

## 外部連結
- https://youtu.be/nDRY0CmcYNU?si=h4vqLdyVelgfD2HD[]
- 奧亞吸蜜鳥的立體圖（页面存档备份，存于）